# Śladami Patriarchy
Śladami Patriarchy – kwartalnik seminaryjny wydawany przez studentów Wyższego Seminarium Duchownego Braci Mniejszych w Katowicach.
Na łamach pisma poruszana była szeroko rozumiana tematyka religijna: spojrzenie na życie oczami chrześcijanina. Pismo prezentowało również wydarzenia z życia seminarium duchownego w Katowicach Panewnikach.
Siedziba redakcji znajdowała się w Klasztorze franciszkanów w Katowicach Panewnikach. Ostatni numer ukazał się w 2015 roku.